# Buôn người
| Vùng 1 (Full compliance with the minimum standards of the Trafficking Victims Protection Act (TVPA)) Vùng 2 (Significant efforts to comply with TVPA) Vùng 2 Watch List (Countries whose governments do not fully comply with the TVPA's minimum standards, but are making significant efforts to bring themselves into compliance with those standards AND a) The absolute number of victims of severe forms of trafficking is very significant or is significantly increasing; or b) There is a failure to provide evidence of increasing efforts to combat severe forms of trafficking in persons from the previous year; or c) The determination that a country is making significant efforts to bring themselves into compliance with minimum standards was based on commitments by the country to take additional future steps over the next year) Tier 3 (No efforts to comply with TVPA) No data/Special |

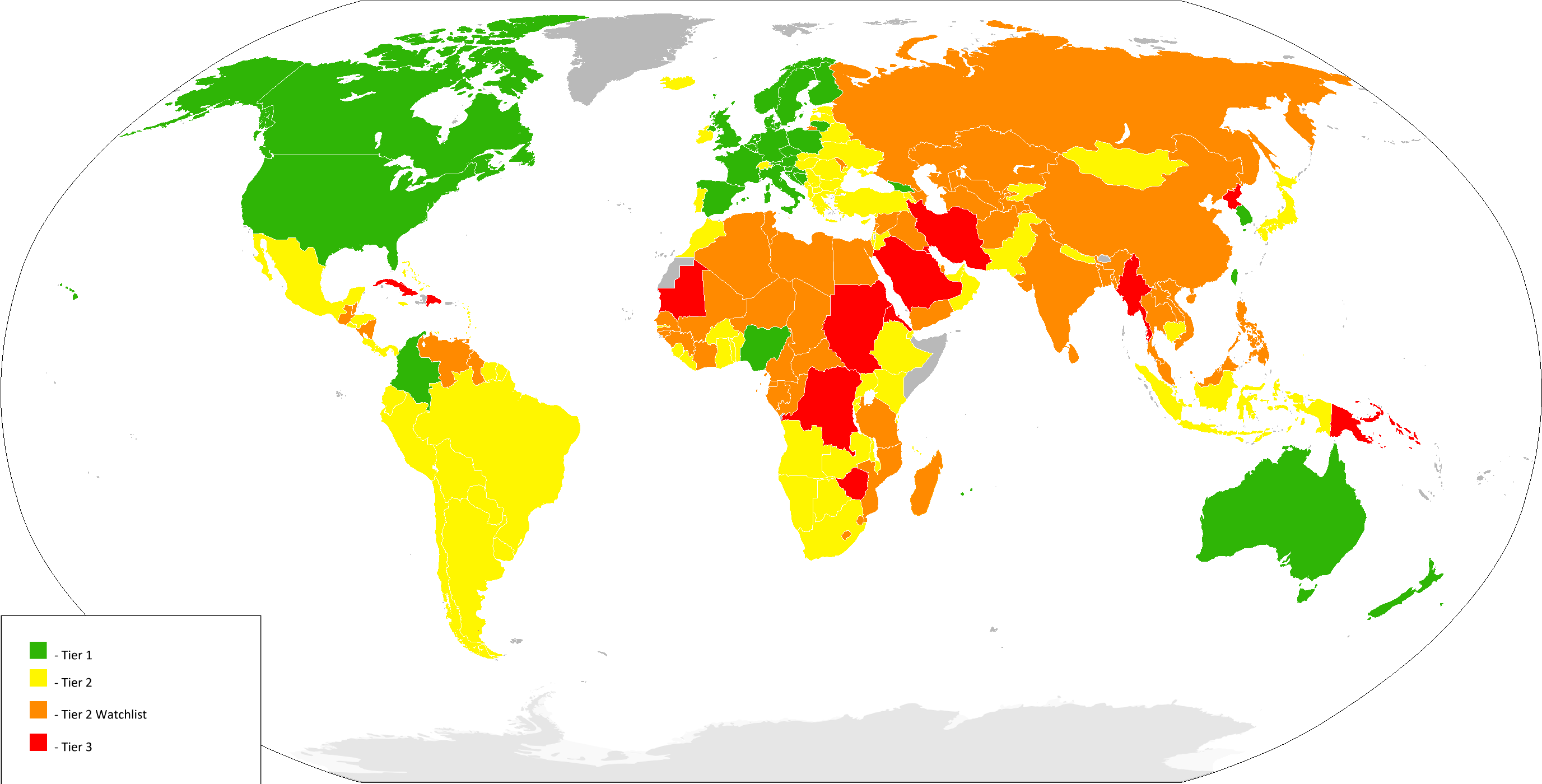
Bản báo cáo nạn Buôn người năm 2010 của Bộ Ngoại giao Hoa Kỳ

Buôn người là việc mua bán con người với mục đích lao động cưỡng bức, nô lệ tình dục, hoặc bóc lột tình dục đem lại lợi ích tài chính cho kẻ buôn người hoặc những người khác. Điều này có thể bao gồm việc kiếm cô dâu trong bối cảnh hôn nhân bị ép buộc, hoặc dùng để lấy nội tạng hoặc mô, bao gồm cả việc thay thế và loại bỏ trứng. Nạn buôn người có thể xảy ra trong một quốc gia hoặc đa quốc gia. Nạn buôn người là tội ác chống lại người vì đã vi phạm quyền di chuyển của nạn nhân thông qua cưỡng chế và vì khai thác người đó theo góc độ thương mại. Nạn buôn người là việc buôn bán người, đặc biệt là phụ nữ và trẻ em, và không nhất thiết phải liên quan đến sự di chuyển của người này từ nơi này sang nơi khác.
Theo Tổ chức Lao động Quốc tế (ILO), chỉ riêng lao động cưỡng bức (một thành phần của buôn người) đã tạo ra khoảng 150 tỷ đô la lợi nhuận mỗi năm kể từ năm 2014. Năm 2012, ILO ước tính rằng 21 triệu nạn nhân bị buộc phải làm nô lệ trong thời hiện đại. Trong số này, 14,2 triệu (68%) bị bóc lột ép lao động, 4,5 triệu (22%) bị bóc lột tình dục và 2,2 triệu (10%) bị bóc lột ép lao động cưỡng bức do nhà nước áp đặt. Tổ chức Lao động Quốc tế đã báo cáo rằng lao động trẻ em, dân tộc thiểu số và người di cư không thường xuyên có nguy cơ đáng kể đối với các hình thức bóc lột cực đoan hơn. Thống kê cho thấy hơn một nửa trong số 215 triệu lao động trẻ trên thế giới được quan sát là thuộc các lĩnh vực nguy hiểm, bao gồm mại dâm cưỡng bức và cưỡng bức ăn xin trên đường phố. Các dân tộc thiểu số và các nhóm người bị thiệt thòi rất cao được ước tính làm việc trong một số lĩnh vực khai thác và độc hại nhất, như thuộc da, khai thác mỏ và khai thác đá.
Nạn buôn người được cho là một trong những hoạt động phát triển nhanh nhất của các tổ chức tội phạm xuyên quốc gia.
Nạn buôn người bị các công ước quốc tế lên án là vi phạm nhân quyền. Ngoài ra, việc buôn bán người bị Liên minh châu Âu áp chế một quy định riêng. Theo một báo cáo của Bộ Ngoại giao Mỹ, Belarus, Iran, Nga và Turkmenistan vẫn nằm trong số những quốc gia tồi tệ nhất khi nhắc đến việc cung cấp sự bảo vệ chống lại nạn buôn người và lao động cưỡng bức.

## Doanh thu
Năm 2014, Tổ chức Lao động Quốc tế ước tính 150 tỷ đô la lợi nhuận hàng năm được tạo ra chỉ tính riêng từ lao động cưỡng bức.
Chi phí trung bình của một nạn nhân buôn người ngày nay là 90 đô la Mỹ trong khi giá nô lệ trung bình vào năm 1800 tại Mỹ có giá tương đương 40.000 đô la Mỹ ngày nay.

## Cách sử dụng thuật ngữ
Nạn buôn người khác với chuyển người lậu / buôn lậu người, liên quan đến việc một người tự nguyện yêu cầu hoặc thuê một cá nhân khác để vận chuyển họ qua biên giới quốc tế, thường là do người buôn lậu sẽ bị từ chối nhập cảnh vào một quốc gia nếu theo các kênh hợp pháp. Mặc dù buôn lậu người là bất hợp pháp, có thể không có sự lừa dối hoặc ép buộc liên quan. Sau khi vào được quốc gia đó và đến đích cuối cùng, người được vận chuyển lậu qua biên giới thường được tự do tìm đường đi. Theo Trung tâm Phát triển Chính sách Di cư Quốc tế (ICMPD), việc buôn lậu người/chuyển người lậu là vi phạm luật di trú quốc gia của quốc gia đích và không vi phạm quyền con người của người nhập cư lậu. Mặt khác, việc buôn người là tội ác đối với một người vì đó là vi phạm quyền con người của nạn nhân thông qua cưỡng chế và bóc lột.

## Sách tham khảo
- Flores, T. (2007), The sacred bath: An American teen's story of modern day slavery. New York: iUniverse, Inc. ISBN 13:978-0595437184